# Phriké
Phriké ou Phricé (en grec ancien Φρίκη / Phríkē) est la personnification de l'horreur dans la mythologie grecque.
Son équivalent romain était Horror.

## Étymologie
Phriké, en grec ancien Φρίκη (Phríkē), signifie littéralement « tremblement, frisson » (c'est-à-dire de peur, d'horreur), et a la même racine que le verbe φρίττω (phrittō) qui signifie « trembler ». Le terme « Phrike » (personnifié ou non) est largement utilisé dans la tragédie.

## Évocation moderne
Dans le jeu PlayStation 5 Returnal, Phriké est le boss du niveau Overgrown Forest et l'un des défis que les joueurs doivent relever pour s'échapper d'Atropos.

### Pages connexes
- Liste des divinités de la mythologie grecque